# Hisao Sekiguchi
Hisao Sekiguchi (関口 久雄 Sekiguchi Hisao?,  nacido el 29 de octubre de 1954 en Urawa (actualmente Saitama), Saitama) es un exfutbolista japonés que se desempeñaba como delantero.
En 1978, Sekiguchi jugó 3 veces para la Selección de fútbol de Japón.

## Trayectoria

### Clubes
| Club              | País  | Año         |
| ----------------- | ----- | ----------- |
| Mitsubishi Motors | Japón | 1973 - 1988 |

### Selección nacional
| Selección | País  | Año  |
| --------- | ----- | ---- |
| Absoluta  | Japón | 1978 |

## Estadística de equipo nacional
| Selección de Japón | Selección de Japón | Selección de Japón |
| Año                | Part.              | Goles              |
| ------------------ | ------------------ | ------------------ |
| 1978               | 3                  | 1                  |
| Total              | 3                  | 1                  |

## Palmarés

### Títulos nacionales
| Título                   | Club              | País  | Año  |
| ------------------------ | ----------------- | ----- | ---- |
| Japan Soccer League      | Mitsubishi Motors | Japón | 1973 |
| Copa del Emperador       | Mitsubishi Motors | Japón | 1973 |
| Copa Japan Soccer League | Mitsubishi Motors | Japón | 1978 |
| Japan Soccer League      | Mitsubishi Motors | Japón | 1978 |
| Copa del Emperador       | Mitsubishi Motors | Japón | 1978 |
| Copa del Emperador       | Mitsubishi Motors | Japón | 1980 |
| Copa Japan Soccer League | Mitsubishi Motors | Japón | 1981 |
| Japan Soccer League      | Mitsubishi Motors | Japón | 1982 |